# Tavoliere delle Puglie

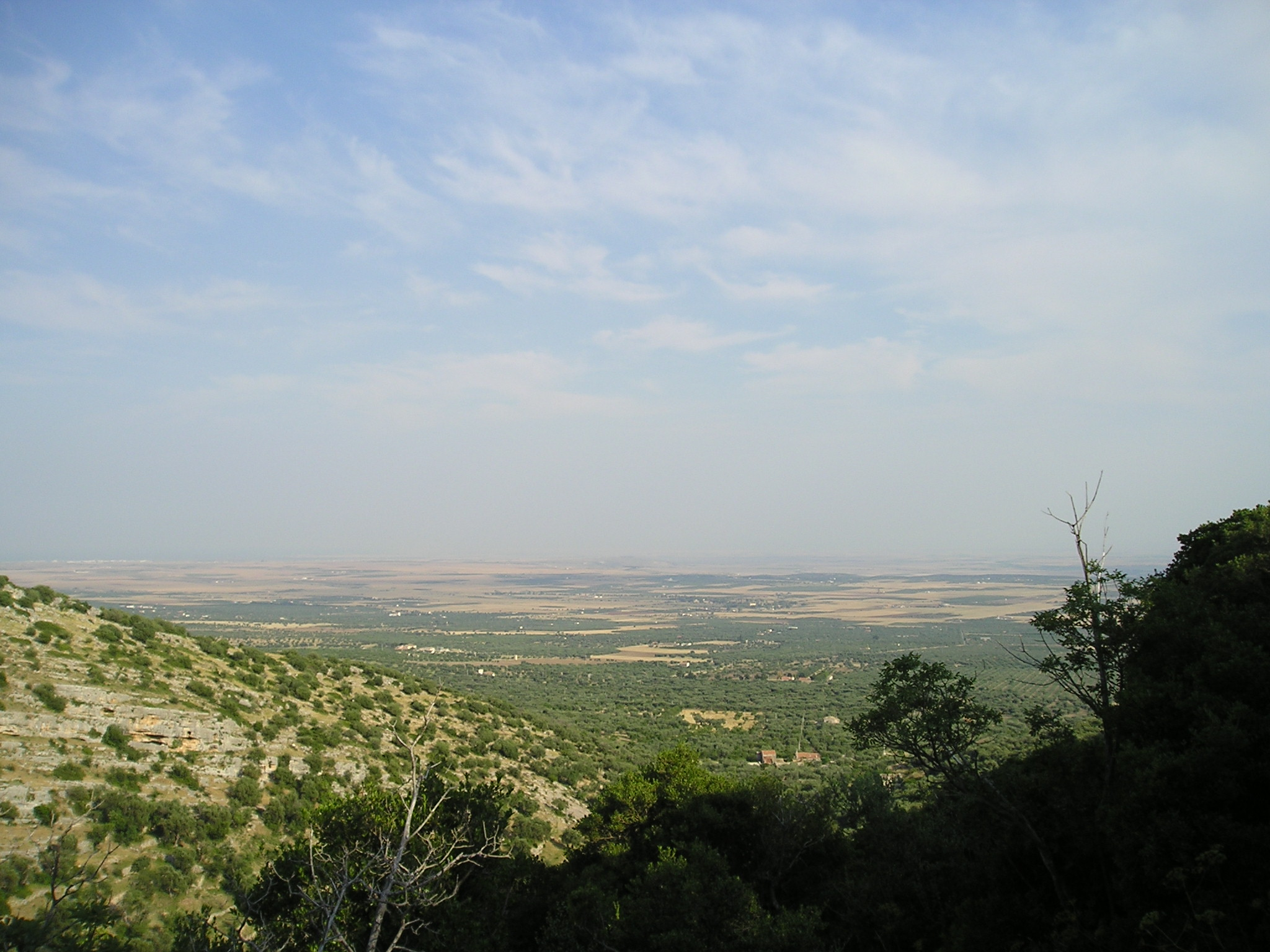
Nizina Tavoliere widziana z Półwyspu Gargano

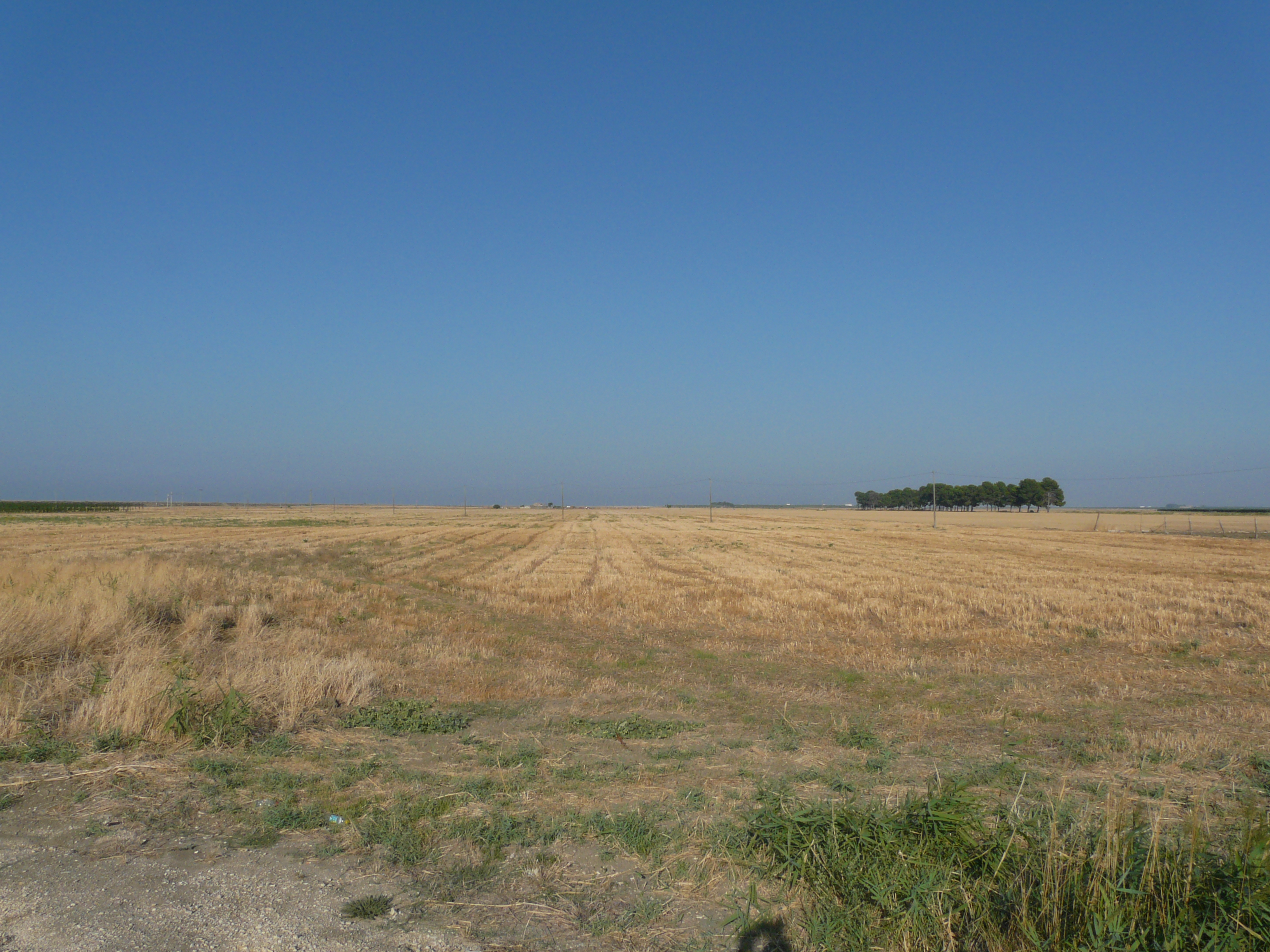
Równina Tavoliere

Tavoliere delle Puglie (Nizina Tavoliere) – równinna nizina w południowych Włoszech, w północnej Apulii, stanowi część prowincji Foggia.
Zajmuje ok. 3,000 km². Jest drugą pod względem wielkości niziną Włoch, po Nizinie Padańskiej. Od zachodu otaczją ją pasma Apeninów (Monti Dauni), od wschodu Półwysep Gargano i Morze Adriatyckie, od południa rzeki Fortore i Ofanto.
Nazwa Tavoliere pochodzi z łacińskiego terminu Tabulae censuariae.
Największe miejscowości, to (z północy na południe): San Severo, Lucera, Foggia i Cerignola.